# یوسف همدانی
شیخ سید یوسف همدانی از مشایخ صوفیه در سده پنجم و ششم هجری از همدان است.

## زندگی‌نامه
نام کاملش ابویعقوب یوسف بن ایوب؛ همدانی بوزنجردی است. وی در سال ۴۴۰ یا ۴۴۱ هجری قمری در بوزنجرد به دنیا آمد. بوزنجرد یا بوزینجرد از قرائ همدان در راه ساوه و ری قرار داشته‌است. وی مشهور به شیخ یوسف همدانی از مشایخ صوفیه در نیمه دوم قرن پنجم و نیمه اول قرن ششم هجری است. او را پیر بنیان‌گذاران طریقت نقشبندیه و پیشرو تصوف در آسیای صغیر دانسته‌اند. در هجده سالگی برای تحصیل به بغداد رفت و در مجلس درس ابواسحاق ابراهیم بن علی شیرازی فقیه شافعی و مدرس و رئیس نظامیه بغداد پیوست و به تحصیل فقه و حدیث و کلام پرداخت. نوشته‌اند که در عراق و خراسان و اصفهان و سمرقند و بخارا هم از حدیث‌دانان بزرگ آن روزگار حدیث آموخت. اما سرانجام از راه شریعت به طریقت رسید و در مرو اقامت گزید و خانقاهی در مرو بنیاد نهاد که به گفته ابن خلکان نظیر نداشت، و به نوشته دولتشاه سمرقندی، خانقاه او را کعبه خراسان گفته‌اند و سنایی غزنوی در آنجا خلوت و عزلت اختیار کرده بود. پیروان و استادان او را در طریقت ابوعلی فارمدی، شیخ عبدالله جوینی و شیخ حسن سمنانی معرفی کرده‌اند.
وی بعد از این مسافرت‌ها باز دیگر در سال ۵۰۶ هجری قمری، یعنی حدود شصت سالگی به بغداد رفت و در مدرسه نظامیه، همان‌جا که پیش از آن به تحصیل پرداخته بود، مجلس درس و وعظ برپا کرد.
خواجه یوسف سال‌های آخر عمر را در دو مرکز بزرگ آن روز خراسان یعنی مرو و هرات می‌گذراند. آخرین بار که در هرات اقامت داشت، مردم مرو از او خواستند که به مرو بازگردد. وی بعد از مدتی دعوت آن‌ها را اجابت کرد و به مرو بازگشت، اما رفت و آمدش میان مرو و هرات ادامه یافت و سرانجام صوفی سالخورده در حالی که بیش از ۹۰ سال عمر کرده بود در میان این دو شهر در محلی به نام بامئین (کرسی ناحیهٔ بادغیس میان هرات و بغشور) در سال ۵۳۵ ه‍.ق درگذشت. ابتدا پیکرش را در همان‌جا به خاک سپردند. ولی مدتی بعد یکی از شاگردانش به نام ابن‌النجار جسدش را به مرو منتقل کرد و اینک مزارش در محلی معروف به بیرام علی در شمال مرو کنونی به نام خواجه یوسف زیارتگاه است.
خواجه یوسف در میان عارفان اواخر قرن پنجم و نیمه اول قرن ششم هجری و دوره‌های بعد اهمیت و جایگاه بلندی دارد. عطار که در تذکرةالاولیا از آوردن نام صوفیان نزدیک به عصر خود و معاصران خودداری کرده، دو بار در آن کتاب از خواجه یوسف با لقب امام نام برده‌است. وی معاصر غزالی بود و بعضی جهات با ابوحامد مشابهت داشت، هردو، شاگرد عارف قرن پنجم ابوعلی فارمدی بودند و در نظامیه بغداد تدریس کردند؛ هردو طریقتی را در پیش گرفتند که اصول ان با شریعت منطبق بود. تفاوت عمده آن‌ها در این بود که غزالی به تألیف پرداخت و آثار زیادی از خود برجای گذاشت، در حالی که خواجه یوسف به تربیت و ارشاد مریدان توجه کرد و عده زیادی نزد او پرورش یافتند. به روایت اوحدالدین کرمانی، خواجه یوسف بیش از شصت سال بر مسند ارشاد جای داشت پس از مرگ او نیز چهار تن از شاگردان او یکی پس از دیگری تربیت مریدان را به عهده گرفتند. سومین آن‌ها خواجه احمد یسوی بنیان‌گذار تصوف در آسیای صغیر و چهارمین آن‌ها خواجه عبدالخالق غجدوانی سرسلسله طریقت خواجگان و نقشبندیه است.

## شاگردان وی
از میان شاگردان وی چهار نفر به نام خلفای خواجه یوسف همدانی شناخته می‌شوند. این چهار نفر عبارتند از: خواجه عبدالله برقی، خواجه عبدالله حسن اَندَقی، خواجه احمد یَسَوی و خواجه عبدالخالق غُجدوانی. بعد از خواجه یوسف ابتدا خواجه احمد یسوی، سپس خواجه عبدالخالق راهنمایی یاران او را بر عهده داشتند.

## آثار وی

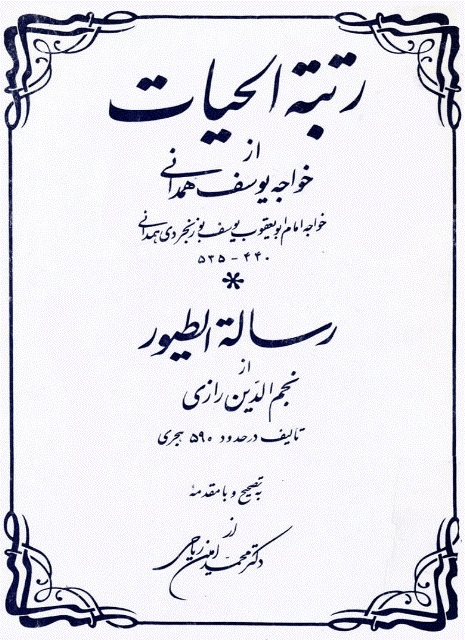
کتاب رتبه الحیات به انضمام رساله الطیور

تنها اثر بازمانده از او رتبةالحیات است که کوتاه و کم‌ حجم است. این رساله به زبان فارسی و به گونه پرسش و پاسخ دربارهٔ زندگانی انسان و درجات مختلف آن نوشته شده‌ است. بیان نویسنده اصولاً استدلالی است، اما آنجا که سخن از بوی آشنایی به میان می‌آید شور و حالی دیگر می‌یابد و عبارات موزون می‌شود و رنگ و بوی شعر می‌یابد. رتبه‌الحیات به همراه رساله الطیور نجم الدین رازی و به ویرایش محمدامین ریاحی در سال ۱۳۶۲ در تهران به چاپ رسیده است.